# Jamaal Thomas
Jamaal Thomas (San Antonio, 17 giugno 1980) è un ex cestista statunitense, professionista nella NBDL.